# Każdy by chciał!!
Każdy by chciał!! (tytuł oryg. Everybody Wants Some!!, tytuł roboczy That's What I'm Talking About) – amerykański film fabularny z 2016 roku, napisany i wyreżyserowany przez Richarda Linklatera.
Opowiada o grupie młodych bejsbolistów, którzy, jako studenci college'u, czas wolny spędzają na uprawianiu hedonistycznych rozrywek oraz wspólnie wkraczają w dorosłość. Linklater określił film Każdy by chciał!! jako duchowego spadkobiercę swojej poprzedniej komedii młodzieżowej, Uczniowskiej balangi (1993). W filmie w rolach głównych wystąpili Blake Jenner, Glen Powell, Zoey Deutch i Tyler Hoechlin.
Światowa premiera projektu odbyła się 11 marca 2016 w trakcie South by Southwest Film Festival. 30 marca film wprowadzono do dystrybucji na terenie Stanów Zjednoczonych, w wybranych kinach. W czerwcu 2016 projekt pokazano na festiwalu w Sydney, a w październiku − podczas American Film Festival we Wrocławiu. Obraz zebrał pozytywne recenzje krytyków, a także wyróżniony został nominacjami do ponad dziesięciu nagród filmowych.

## Obsada
- Blake Jenner − Jake Bradford
- Glen Powell − Finnegan "Finn"
- Zoey Deutch − Beverly
- Tyler Hoechlin − Glen McReynolds
- Ryan Guzman − Kenny Roper
- Temple Baker − Tyrone "Ty" Plummer
- Wyatt Russell − Charlie Willoughby
- J. Quinton Johnson − Dale Douglas
- Will Brittain − Billy "Beuter" Autrey
- Juston Street − Jay Niles
- Forrest Vickery − Coma
- Tanner Kalina − Alex Brumley
- Austin Amelio − Nesbit
- Michael Monsour − Justin
- Jonathan Breck − trener Gordan
- Dora Madison − Val

## Opinie
Odbiór projektu przez krytyków był pozytywny. W serwisie Rotten Tomatoes krytycy przyznali filmowi wynik 86% ze średnią ocen 7,6/10.  Na portalu Metacritic film dostał od krytyków 83 punkty na 100.
Współpracujący z dziennikiem Newsday Rafer Guzmán widział w filmie "kolejny list miłosny, w którym Richard Linklater opiewa magiczny okres dojrzewania". W recenzji dla pisma Variety Justin Chang pisał: "Zaledwie kilkoro filmowców tak dosadnie skupiło się na słodko-gorzkiej przyjemności życia 'tu i teraz' − jakże wspaniałej, bo ulotnej". Brett Arnold (Maxim) uznał, że obraz jest "wystarczająco zabawny i rozkoszny w odbiorze, by móc zapewnić wymarzony sobotni seans każdemu widzowi". Brian Truitt (USA Today) wskazał Everybody Wants Some!! jako jeden z dziesięciu najlepszych filmów 2016 roku.

## Nagrody i wyróżnienia
- 2016, American Film Festival:
  - nominacja do nagrody w sekcji Festival Favorites (udział w sekcji: Richard Linklater)[7]
- 2016, Detroit Film Critic Society:
  - nominacja do nagrody DFCS w kategorii najlepszy zespół aktorski[6]
- 2016, Golden Schmoes Awards:
  - nominacja do nagrody Golden Schmoes w kategorii najlepsza komedia roku[6]
- 2016, Gotham Awards:
  - nominacja do nagrody Gotham Independent Film w kategorii najlepszy film fabularny (wyróżnieni: Richard Linklater, Megan Ellison, Ginger Sledge)[6]
  - nominacja do Nagrody Widzów (Richard Linklater, Megan Ellison, Ginger Sledge)[6]
- 2016, Indiana Film Journalists Association:
  - nagroda IFJA w kategorii najlepszy zespół aktorski[6]
  - nominacja do nagrody IFJA w kategorii najlepszy film[6]
- 2016, San Diego Film Critics Society Awards:
  - nominacja do nagrody SDFCS w kategorii najlepsze wykorzystanie utworów muzycznych w filmie[6]
- 2016, St. Louis Film Critics Association:
  - nominacja do nagrody SLFCA w kategorii najlepsza ścieżka dźwiękowa[6]
- 2017, Chlotrudis Awards:
  - nominacja do nagrody Chlotrudis w kategorii najlepsze wykorzystanie utworów muzycznych w filmie (Meghan Currier, Randall Poster, Ian Herbert)[6]
- 2017, Georgia Film Critics Association (GFCA):
  - nominacja do nagrody GFCA w kategorii najlepszy zespół aktorski[6]